# Абскон (Нью-Джерсі)
Абскон (англ. Absecon) — місто (англ. city) в США, в окрузі Атлантик штату Нью-Джерсі. Населення — 9137 осіб (2020).

## Географія
Абскон розташований за координатами 39°25′25″ пн. ш. 74°29′35″ зх. д. / 39.42361° пн. ш. 74.49306° зх. д. (39.423563, -74.493025).  За даними Бюро перепису населення США в 2010 році місто мало площу 18,89 км², з яких 13,98 км² — суходіл та 4,91 км² — водойми.

### Клімат
| Клімат : Абскон       | Клімат : Абскон | Клімат : Абскон | Клімат : Абскон | Клімат : Абскон | Клімат : Абскон | Клімат : Абскон | Клімат : Абскон | Клімат : Абскон | Клімат : Абскон | Клімат : Абскон | Клімат : Абскон | Клімат : Абскон | Клімат : Абскон |
| Показник              | Січ.            | Лют.            | Бер.            | Квіт.           | Трав.           | Черв.           | Лип.            | Серп.           | Вер.            | Жовт.           | Лист.           | Груд.           | Рік             |
| Середній максимум, °C | 6,3             | 6,5             | 10,3            | 15,5            | 21,1            | 26,1            | 28,8            | 28,1            | 25,1            | 19,6            | 13,6            | 7,6             | 17,4            |
| Середній мінімум, °C  | −4,7            | −4,6            | −0,9            | 4,1             | 9,6             | 14,9            | 17,8            | 16,8            | 13,2            | 7,0             | 1,3             | −3,6            | 5,9             |
| Норма опадів, мм      | 86              | 79              | 94              | 89              | 84              | 84              | 97              | 130             | 81              | 86              | 89              | 97              | 1092            |
| --------------------- | --------------- | --------------- | --------------- | --------------- | --------------- | --------------- | --------------- | --------------- | --------------- | --------------- | --------------- | --------------- | --------------- |
| Джерело: Weatherbase  |                 |                 |                 |                 |                 |                 |                 |                 |                 |                 |                 |                 |                 |

## Демографія
Згідно з переписом 2010 року, у місті мешкало 8411 особа в 3179 домогосподарствах у складі 2254 родин. Було 3365 помешкань
Расовий склад населення:
| - 76,4 % — білих - 9,9 % — чорних або афроамериканців - 7,9 % — азіатів - 0,4 % — корінних американців - 2,9 % — осіб інших рас |

До двох чи більше рас належало 2,4 %. Частка іспаномовних становила 7,5 % від усіх жителів.
За віковим діапазоном населення розподілялося таким чином: 20,8 % — особи молодші 18 років, 62,2 % — особи у віці 18—64 років, 17,0 % — особи у віці 65 років та старші. Медіана віку мешканця становила 44,1 року. На 100 осіб жіночої статі у місті припадало 92,3 чоловіків;  на 100 жінок у віці від 18 років та старших — 89,0 чоловіків також старших 18 років.
Середній дохід на одне домашнє господарство  становив 79 608 доларів США (медіана — 63 656), а середній дохід на одну сім'ю — 86 106 доларів (медіана — 70 951). Медіана доходів становила 47 410 доларів для чоловіків та 44 338 доларів для жінок. За межею бідності перебувало 4,9 % осіб, у тому числі 2,5 % дітей у віці до 18 років та 5,6 % осіб у віці 65 років та старших.
Цивільне працевлаштоване населення становило 4179 осіб. Основні галузі зайнятості: освіта, охорона здоров'я та соціальна допомога — 25,6 %, мистецтво, розваги та відпочинок — 23,3 %, науковці, спеціалісти, менеджери — 10,4 %, роздрібна торгівля — 9,1 %.